# Granowiec
Granowiec es un pueblo en el distrito administrativo de la gmina de Sośnie, comprendida en el distrito de Ostrów Wielkopolski, Voivodato de Gran Polonia, en el centro oeste de Polonia., Se encuentra aproximadamente a 5 kilómetros al noreste de Sośnie, a 17 kilómetros al sur de Ostrów Wielkopolski, y a 112 kilómetros al sureste de la capital regional Poznań.
El pueblo tiene una población aproximada de 1.360 habitantes.